# Pachodynerus peruensis
Pachodynerus peruensis är en stekelart som först beskrevs av Henri Saussure 1856.  Pachodynerus peruensis ingår i släktet Pachodynerus och familjen Eumenidae. Inga underarter finns listade i Catalogue of Life.